# Braunkopfliest
Der Braunkopfliest (Halcyon albiventris) ist ein Vogel aus der Familie der Eisvögel (Alcedinidae).

## Merkmale
Der Braunkopfliest ist ein mittelgroßer Vertreter der Gattung Halcyon. Er hat einen kräftigen roten Schnabel, rote Beine, einen gestreiften braunen Schopf. Die Flügeloberseiten sind dunkelbraun bis schwarz sowie kobaltblau. Die Schwanz- und Rückenfedern sind azurblau.

## Vorkommen
Der Braunkopfliest ist in Afrika südlich des Äquators mit 4 Unterarten verbreitet. 
Dort findet man ihn sowohl in Waldgebieten, im Buschland als auch in landwirtschaftlich genutzten Regionen.

## Nahrung
Die Nahrung besteht hauptsächlich aus Insekten, kann aber auch Schlangen, Skorpione, Eidechsen, andere Jungvögel, sowie Nager und Fische umfassen. 

## Weblinks

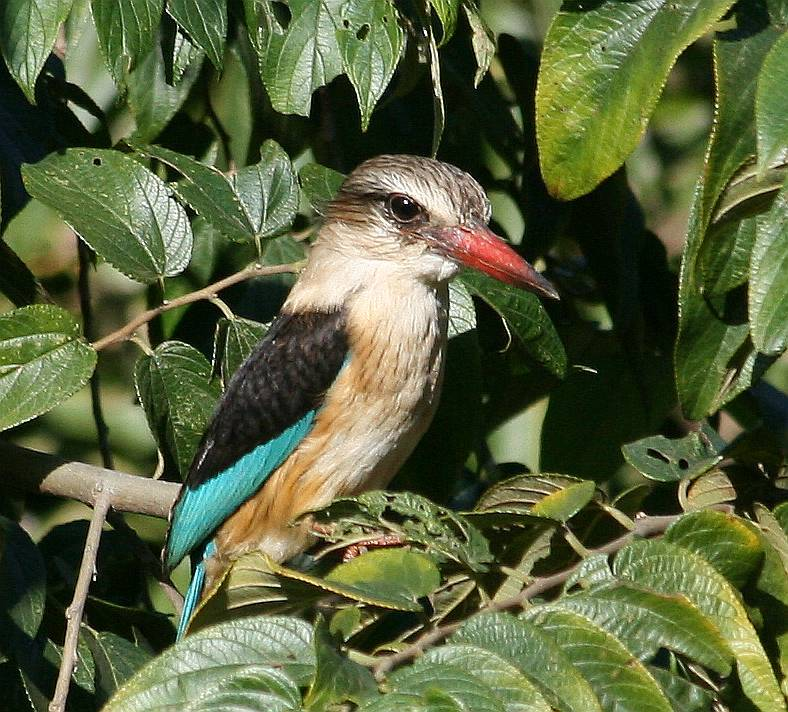
Männlicher Vogel im Baum
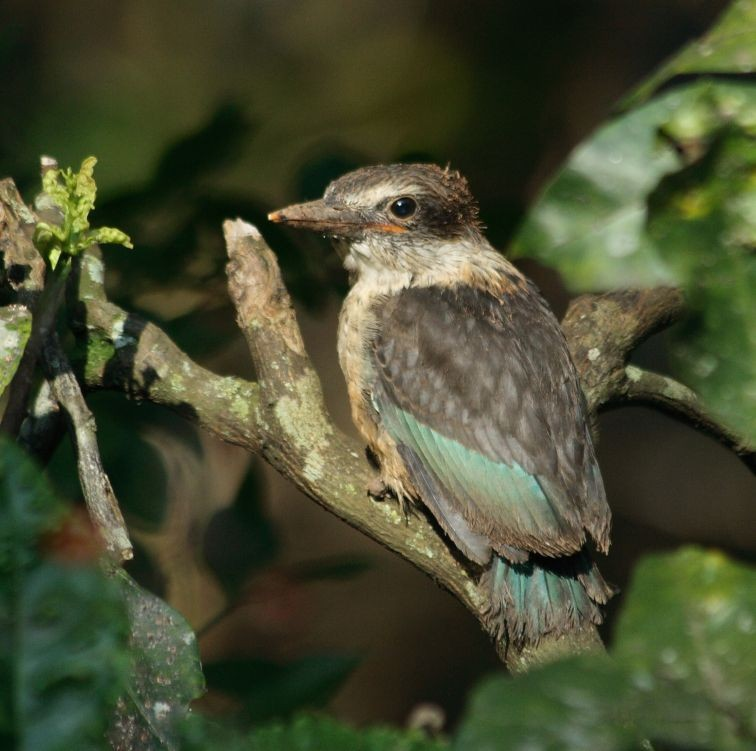
Jungvogel